# Mulligan (serie de televisión)
Mulligan es una serie de comedia animada de ficción apocalíptica estadounidense creada por Sam Means y Robert Carlock para Netflix, fue estrenada el 12 de mayo de 2023.

## Descripción
Se espera que la serie, programada para tener 20 episodios, sea lanzada en 2021. Tina Fey, Robert Carlock y Sam Means serán productores, mientras que Ayo Edebiri será coproductora. Dan Rubin, productor ejecutivo de Unbreakable Kimmy Schmidt Schmidt colaboró con Fey, Carlock y Means, de alguna manera, en la serie. Eric Gurian, David Miner, Scott Greenberg y Joel Kuwahara también serán productores ejecutivos.

## Trama
Mulligan indaga en la Tierra después del ataque alienígena y lo que queda si la sociedad comenzara de nuevo.